# Kroatiens parlament
Kroatiens parlament, formellt Kroatiska parlamentet (kroatiska: Hrvatski sabor) eller Sabor, är Kroatiens parlament och lagstiftande församling. Parlamentet har en kammare som består av 151 ledamöter som väljs genom allmänna och direkta val vart fjärde år.  8 platser i parlamentet är reserverade för ledamöter som representerar landets nationella minoriteter och 3 platser för ledamöter som representerar kroatiska medborgare bosatta i utlandet. Parlamentet leds av en talman som assisteras av 1–4 vice talmän.
Det kroatiska parlamentet stiftar bland annat lagar, antar resolutioner och stadgar, beslutar om skatter till staten och bestämmer hur statens medel ska användas. Det har sitt säte och sammanträder i Parlamentspalatset som är beläget vid Sankt Markus torg i stadsdelen Gradec som utgör huvudstaden Zagrebs historiska stadskärna.

## Historia
Redan under medeltiden samlades kroatiska adelsmän för att fatta beslut rörande de områden som de behärskade. En del av dessa möten var lokala medan andra var av nationell karaktär. Dessa möten kom att bära olika namn såsom stanak, shod, shodište, spravišće, sbor, sborište, vijeće, skupština och sabor. Det sistnämnda var det vanligaste namnet på dessa möten och gav sedermera även namnet till Kroatiens parlament. 
På 800-talet kröntes den första kroatiske kungen, men det första ”sabor” för vilket det finns skriftliga belägg i form av ett protokoll och beslut hölls den 19 april 1273.
Det kroatiska parlamentet har spelat en viktig roll i Kroatiens historia och fattat flera för landet betydelsefulla beslut. I tider då Kroatien ingått i andra statsförbund har parlamentet haft rollen av en lantdag. Synen på parlamentet som nationsbärande märks bland annat genom att Kroatiens nationaldag firas den 30 maj. Datumet är årsdagen för när det första kroatiska flerpartiparlamentet på flera årtionden konstituerades den 30 maj 1990.
Vid parlamentet i Cetin (Cetinski sabor) den 1 januari 1527 valdes Ferdinand I av Österrike till kung av Kroatien vilket innebar att landet knöts till den habsburgska kronan – en allians som bestod i nästan 400 år.  
Den 29 oktober 1918 fattade det kroatiska parlamentet det historiska beslutet att avbryta alla statsbärande kontakter med Österrike-Ungern och att ansluta Kroatien till den nyskapade staten Sloveners, kroaters och serbers stat. Nationalrådet bekräftade dock aldrig beslutet att Kroatien skulle gå samman med Serbernas, kroaternas och slovenernas kungarike. Parlamentet upplöstes 1918 och sammanträdde inte förrän 1942 efter att den fascistiska Oberoende staten Kroatien skapats. Parlamentsledamöterna sammanträdde dock bara tre gånger under året innan den autokratiske riksföreståndaren Ante Pavelić upplöste parlamentet. 
Efter att jugoslaviska antifascistiska styrkor intagit Zagreb år 1945 kunde ZAVNOH (Folkets antifascistiska råd för befrielse av landet) sammankalla parlamentet. Vid det fjärde mötet den 25 maj 1945 fattades beslutet att ändra namnet på parlamentet till Narodni sabor Hrvatske med betydelsen "Kroatiens folkparlament". Grundlagen fastslog att det nya parlamentet skulle vara det högsta organet för statsmakten. I realiteten låg den verkliga makten hos centralkommittén (det jugoslaviska kommunistiska partiet) och dess ordförandeskap. 
År 1990 hölls de första demokratiska och pluralistiska valen i Kroatien. En majoritet av befolkningen röstade för att Kroatien skulle utträda ur Jugoslavien. För första gången på flera decennier inträdde demokratisk valda partier som representerade folkviljan i parlamentet.